# Greg Graham
Pour les articles homonymes, voir Graham.
Gregory « Greg » Graham, né le 26 novembre 1970, à Indianapolis, dans l'Indiana, est un joueur américain de basket-ball. Il évoluait au poste d'arrière.

## Biographie
Après une carrière universitaire avec les Hoosiers de l'Université de l'Indiana, il est sélectionné en dix-septième position lors de la Draft 1993 de la NBA par les Hornets de Charlotte. Il joue également pour les 76ers de Philadelphie, les Nets du New Jersey, les SuperSonics de Seattle et les Cavaliers de Cleveland entre 1993 et 1997.
Il joue ensuite en Continental Basketball Association, avec Stampede de l'Idaho et Fury de Fort Wayne. Il évolue aussi en Suède avec M7 Basket Boras.